# Fontaine-Bellenger
Fontaine-Bellenger é uma comuna francesa na região administrativa da Normandia, no departamento de Eure. Estende-se por uma área de 4,94 km². Em 2010 a comuna tinha 1 172 habitantes (densidade: 237,2 hab./km²).